# Cropus
Cropus település Franciaországban, Seine-Maritime megyében. Lakosainak száma 251 fő (2022. január 1.). Cropus Le Catelier, Heugleville-sur-Scie, Notre-Dame-du-Parc, Saint-Hellier és Val-de-Scie községekkel határos.

## Népesség
A település népességének változása:
| Lakosok száma | 248  | 249  | 250  | 249  | 251  | 254  | 258  | 255  | 251  |
|               | 2013 | 2015 | 2016 | 2017 | 2018 | 2019 | 2020 | 2021 | 2022 |